# Ranxeria Big Bend
La ranxeria Big Bend de la tribu reconeguda federalment Pit River (Achomawis) és una reserva índia (ranxeria) situada just al nord de Big Bend, al comtat de Shasta, Califòrnia. Es troba 50 milles al nord-est de Redding.
Fou creada en 1916 i té una extensió de 40 acres amb una població registrada de 110 persones.